# Drassodes robatus
Drassodes robatus är en spindelart som beskrevs av Roewer 1961. Drassodes robatus ingår i släktet Drassodes och familjen plattbuksspindlar.
Artens utbredningsområde är Afghanistan. Inga underarter finns listade i Catalogue of Life.